# José Caridi
José Segundo Dante Caridi (Mar del Plata, 1931-Mar del Plata, 7 de mayo de 2012) fue un militar argentino con el grado de teniente general. Fue jefe del Estado Mayor General del Ejército (JEMGE) desde el 22 de abril de 1987 hasta su relevo el 21 de diciembre de 1988.

## Carrera
José Caridi ingresó al Colegio Militar de la Nación en el año 1948, luego de haber finalizado sus estudios secundarios. Egresó de dicha academia de formación militar en el año 1951 con la jerarquía de subteniente, especializándose en artillería. Posteriormente relizaria el Curso de Oficial de Estado Mayor en la Escuela Superior de Guerra del cual saldría graduado.
En 1973 prestó servicios en el Colegio Militar de la Nación, posteriormente, en 1979, se desempeñó como jefe de la Agrupación de Artillería de Defensa Aérea 601 en la ciudad de Mar del Plata (ciudad en la que falleció), donde funcionó un Centro Clandestino de Detención durante el Proceso de Reorganización Nacional.
Durante la guerra de las Malvinas el entonces coronel José Segundo Dante Caridi junto al entonces brigadier Teodoro Guillermo Waldner, el contralmirante Juan Carlos Marengo, el sacerdote Aníbal Fosbery y el profesor Eduardo Sarme formaron parte de una comitiva que fue enviada a Trípoli, capital de la extinta Gran Yamahiriya Árabe Libia Popular Socialista, para tramitar una oferta de armamento militar gratuito, brindada por Muamar el Gadafi.

## Titular del Ejército Argentino
Durante la Semana Santa de 1987 un grupo de militares, cuyo principal referente era el teniente coronel Aldo Rico, se sublevó contra el generalato y solicitó una solución política a las heridas de la lucha contra la subversión. El presidente Alfonsín aprobó entonces la Ley de Obediencia Debida y nombró jefe del Estado Mayor al general Caridi, ordenando el inmediato pase a retiro del general de división Héctor Luis Ríos Ereñú, por entonces jefe del Ejército Argentino. Alfonsín también determinó que pasarían a retiro doce generales más.
La designación de José Segundo Dante Caridi como titular de la fuerza de tierra el 22 de abril de 1987 sorprendió a todos los mandos del Ejército y al propio Caridi, quien había presentado su renuncia luego del levantamiento. El nuevo jefe, descrito por la prensa española como un hombre "soltero, muy tímido, de rasgos suaves y criollos y con una elegancia poco común" dijo luego de ser puesto en su nuevo cargo:  Asumo en un tiempo difícil. Quiera Dios que podamos llevar todo esto a buen término por el bien de la institución y de todos los argentinos.
Sin embargo, el nombramiento del nuevo comandante del Ejército Argentino enfadó a los recientemente derrotados sublevados y a los oficiales intermedios, ya que pretendían que dicho cargo fuera ocupado por el general de división Vidal. El gobierno consideró que designar como titular al general que los sublevados y los oficiales intermedios sugirían hubiera significado mostrar flexibilidad o acatar las condiciones de los sublevados.

### Segundo levantamiento carapintada
El 18 de enero de 1988 el teniente coronel Aldo Rico acuarteló a sus fuerzas en Monte Caseros, Provincia de Corrientes, luego de abandonar el arresto domiciliario que le había sido impuesto el 30 de diciembre de 1987 a causa del primer levantamiento carapintada en las pascuas de 1987. A pesar del beneficio del arresto domiciliario, Caridi intentaba por todos los medios evitar el regreso de Rico al servicio activo.
Acuartelado con 60 oficiales y 200 suboficiales, afirmó que iba a resistir hasta las últimas consecuencias. Los hombres de Aldo Rico comenzaron a disparar sus armas y morteros contra columnas de tanques del bando leal encabezado por el jefe del Ejército, quien contaba con la fama de ser un efectivo estratega, y que con sus hombres estaba arrinconando a los militares insurrectos.
Las tropas leales al gobierno de Alfonsín acorralaron en poco más de tres horas a los militares sediciosos liderados por Rico. Ante la inferioridad numérica y la aplastante derrota militar de su asonada, contactó con las tropas leales e intentó poner condiciones para su rendición, que fueron rechazadas en su totalidad por el teniente general Caridi.

### Tercer levantamiento carapintada
El 1 de diciembre de 1988 tiene lugar el tercer alzamiento carapintada liderado por el coronel Mohamed Alí Seineldín quien se amotina con el resto de los insurrectos en Campo de Mayo, esta asonada recibió apoyo de diversos grupos en Córdoba y Salta, en las afueras del Gran Buenos Aires, el Batallón Logístico 10 logra unirse a los sublevados en Campo de Mayo. Caridi designó al entonces general de brigada Isidro Bonifacio Cáceres para sofocar el segundo alzamiento carapintada, pero le ordena expresamente que use la violencia como último recurso.
La sublevación, luego de dialogar con Cáceres, exigía que sólo fueran juzgadas las juntas militares de gobierno por los crímenes de lesa humanidad cometidos durante el Proceso de Reorganización Nacional, pidiendo también el pase a retiro de Caridi, y la amnistía para los sublevados de anteriores alzamientos carapintadas, finalizó el 4 de diciembre y tuvo un relativo éxito, ya que el gobierno tuvo que negociar con los militares rebeldes para evitar el empeoramiento de la situación.

### Pase a retiro
El teniente general José Segundo Dante Caridi decidió pedir su pase a retiro el 21 de diciembre de 1988 al presidente Alfonsín, quien aceptó, y en su lugar designó al general de división Francisco Gassino, siendo este último promovido a la jerarquía inmediata superior.